# محمد بن إسماعيل الدرزي
محمد بن إسماعيل نشتكين الدرزي (411 هـ /1020 م) ينتسب إليه كما يقال طائفة أفرادها يسمون بالدروز نسبة لنشتكين الدرزي الذي يقولون بزندقته ويعتبرون أن نسبتهم إليه خطأ وأن إسمهم هو الموحدون.

## حياته
لا يُعرف سوى القليل من المعلومات عن نشأة الدُرزي. وفقاً لمعظم المصادر، ولد في بخارى. ويُعتقد أنه من أصول فارسيَّة، وكان لقبه الدُرزي فارسيًا - بمعنى «الخياط». وصل إلى القاهرة عاصمة الدولة الفاطمية في عام 1015 أو عام 1017، وبعد ذلك انضم إلى حركة الدروز الناشئة حديثًا. بدأ حياته داعيا وطنيا. وفد على مصر (408 هـ/ 1017) بعد أن اعترف بإمامة حمزة بن علي بن أحمد وخدم الخليفة الحاكم بأمر الله ونال رضاه سعى إلى خلع حمزة والحلول محله
في البداية أقر نشتكين الدرزي بالدعوة نجح في استقطاب عدد كبير من الناس وكان ذلك في عدة وسائل ملتوية وأحيانًا بالقوة. وعندما كثر أتباعه تمادى في نشاطه ولقب نفسه “بسيف الإيمان”. على أفعال الدرزي، لكن الدرزي رفض تحذير وأخذ يُعلي من شأنه فدعا نفسه “بسيد الهادين” وذلك نكايةً ازداد عدد أتباع الدرزي الذين استجابوا طمعاً في مال أو جاه، وتمادوا في أعمالهم السيئة مما أثار غضب الناس عليهم.
غضب الحاكم بأمر الله من الانحرافات والمُخالفات التي أثارت النزاعات وسببت العداء وفي آخر يوم من سنة 409 هجري (1018م.) زحف الدرزي وأتباعه، على مسجد ريدان قرب قصر الخليفة، ولم يكن مع حمزة بن علي داخل المسجد سوى اثني عشر نفراً، بينهم إسماعيل بن محمد التميمي، ومحمد بن وهب القرشي وسلامه بن عبد الوهاب السامري، وكان معهم بهاء الدين علي بن أحمد الطائي وأيوب بن علي، ورفاعة بن عبد الوارث ومحسن بن علي.

## مقتله
لم يفلح المُهاجمون في اقتحام المسجد طيلة النهار. وكان عدد أنصار حمزة بن علي اثنا عشر خمسة منهم غير مقاتلين ومع ذلك انتصر حمزة بن علي على هؤلاء المرتدين ولما ظهر الحاكم بأمر الله على شرفة القصر المُطل على المسجد خاف المُحاصرون لهيبته وتفرقوا. وفي اليوم التالي، أول يوم من سنة 410 هجري (1018 م.) قتل الدرزي على يد حمزة بن علي.